# Prodasineura integra
Prodasineura integra är en trollsländeart som först beskrevs av Selys 1882.  Prodasineura integra ingår i släktet Prodasineura och familjen Protoneuridae. Inga underarter finns listade i Catalogue of Life.